# دوصر
دَوْصَر جنس من النباتات المزهرة في الفصيلة الأولكسية. الاسم العلمي يكرم Francisco Ximénez كاهن إسباني. ثمارها تدعى الخوخ البحري.

## معرض الصور

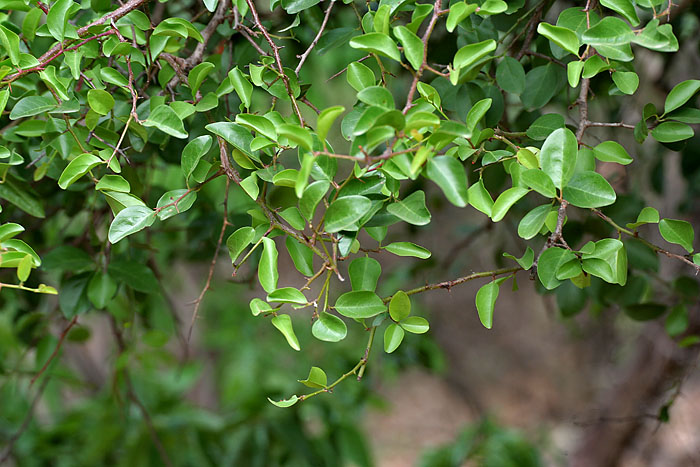
دوصر أمريكي بالقرب من حيدر أباد.
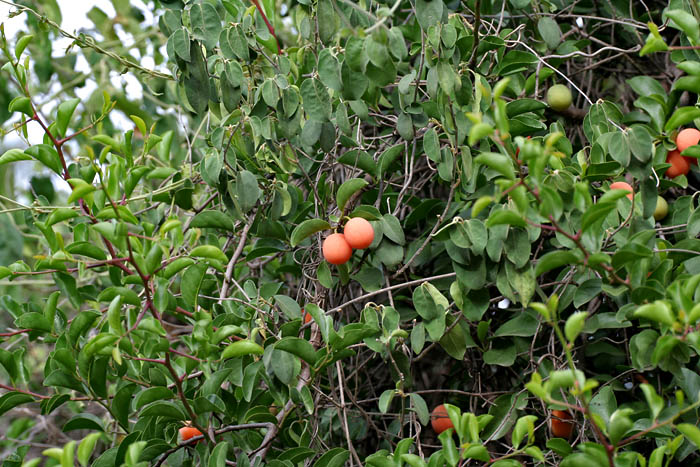